# Стари Агионери
Стари Агионери (грч. Παλαιό Αγιονέρι, Палео Агионери) је насељено место у општини Кукуш у периферији Средишња Македонија, Грчка. Према попису из 2021. године било је 773 становника.
Према бугарском географу и историчару, Василу Канчову, у Старом Агионерију је 1900. године живело 560 Турака, 35 Словена хришћана и 35 Рома. Године 1924. турско становништво је принудно исељено у Турску и словенско у Бугарску (23 особе), на њихово место је насељено 178 грчких избегличких породица из Турске. На попису из 1928. године Стари Агионери су имали 749 становника. Село се раније звало Варланџа.